# Dušan Pálka
Dušan Pálka (3. listopadu 1942 Praha – 17. červen 2011 Praha) byl český grafik, fotograf, kreslíř, ilustrátor, karikaturista a humorista.

## Životopis
Po maturitě pracoval devět let jako nakladač na pražském nádraží v Bubnech, poté byl krátce fotografem v Sociologickém ústavu ČSAV. Od roku 1969 do roku 1971 žil v Londýně. Po návratu do ČSSR pracoval rok v Praze v knihkupectví jako skladník – v té době začal pravidelně publikovat kreslený humor. Od roku 1973 byl na volné noze jako grafik a karikaturista. V roce 1988 získal čestný titul HUDr. (Doctor humoris causa). V roce 1990 byl jedním ze zakládajících členů České unie karikaturistů (ČUK).

## Fotograf
Jako fotograf byl krátce zaměstnán v roce 1968 v Sociologickém ústavu Československé akademie věd.
Desítky let strávil fotografováním Prahy, zejména centra hlavního města (žánr pouliční fotografie) – používal fotoaparát Leica.
| „               | Vyhledával shon a davy, v nichž lovil absurdní situace a konstelace: nacházel mimovolnou podobnost výrazů a gest chodců, surrealistická spojení výkopů, lešení, staveb či předmětů a lidí, kteří se ztrácejí v městském mumraji. | “ |
| — Josef Chuchma | |   |

## Dílo

### Fotografická monografie
- PÁLKA, Dušan. Pražský spektákl = Prague spectacle = Le spectacle pragois. Úvodní text Petr Pithart. Praha: Galerie Nový svět, ©2008. [131] s. ISBN 978-80-903611-3-3.[6]

### Knihy humoru
- PÁLKA, Dušan. Bedřich a Božena v říši divů. Doslov Vladimír Jiránek. Praha: Práce, 1989. Nestr.
- PÁLKA, Dušan. Co je zase tohle? Předmluva, obálka a grafická úprava Josef Kučera-Kobra. Praha: ČTK-Repro, 1989. [118] s. ISBN 80-7046-025-3.
- PÁLKA, Dušan. Dobrá, dobrá. [S. l.]: EM-Servis, 1990. ca 200 s.[7]

### Časopisy
Pravidelně přispíval do humoristického časopisu Dikobraz, po roce 1989 přispíval do časopisů Nový Dikobraz, KUK, ŠKRT, Sexbox.